# Rumex arcticus
Rumex arcticus Trautv. es una especie de plantas de la familia de las poligonáceas. 

## Distribución y hábitat
Es una planta perenne nativa de Alaska.  Sus hojas son parte importante de la dieta de los nativos de la zona. 

## Descripción
Se desarrolla como un arbusto redondo.  En verano asume una coloración blanquecina.  De talla media, llega a los 2 m de tamaño.  Mantiene las hojas en invierno.

## Propiedades
Las plantas pueden contener altos niveles de ácido oxálico, que es lo que da a las hojas de muchos de los miembros de este género este aroma ácido a limón. Perfectamente bueno en pequeñas cantidades, las hojas no deben ser consumidas en grandes cantidades, ya que el ácido oxálico puede bloquear otros nutrientes contenidos en los alimentos, especialmente el calcio, por lo que se puede dar deficiencias de minerales.  El contenido en ácido oxálico se reducirá si la planta es cocinada.  Las personas con una tendencia al reumatismo, la artritis, la gota, los cálculos renales o la hiperacidez deben tener especial precaución si se incluye esta planta en su dieta ya que puede agravar su condición.

## Taxonomía
Rumex arcticus fue descrita por   Ernst Rudolph von Trautvetter  y publicado en Reise in den Äussersten Norden und Osten Sibiriens 1(2,1): 29. 1847.
Etimología
Ver: Rumex
arcticus: epíteto geográfico que alude a su localización en el Ártico.
Sinonimia
- Rumex aquaticus ssp. arcticus
- Rumex domesticus var. nanus Hook.
- Rumex kamtschadalus Kom.
- Rumex longifolius var. nanus (Hook.) Meisn.
- Rumex ursinus Maximova[2]